# HMS Nubian (F36)
HMS «Нубіан» (F36) (англ. HMS Nubian (F36) — військовий корабель, ескадрений міноносець типу «Трайбл» Королівського військово-морського флоту Великої Британії за часів Другої світової війни.
HMS «Нубіан» був закладений 10 серпня 1936 на верфі компанії John I. Thornycroft & Company, Саутгемптон. 6 грудня 1938 увійшов до складу Королівських ВМС Великої Британії.